# トロピカルカクテル
トロピカルカクテルまたはトロピカル・カクテルは日本におけるカクテルの分類の1つ。トロピカルカクテル（英: Tropical Cocktail）と名付けられたカクテル単体も各カクテルブックに散見されるが本項では取り扱わない。

## 概要
透明な蒸留酒に果実ジュースをたっぷり使用したカクテルの総称的な呼び方である。
日本では1970年ごろから紹介されるようになり、1980年代前半までに「第3次カクテルブーム」を呼び起こした。それまでのカクテルがウイスキーやブランデーといった茶色の液色の蒸留酒を用いていたのに対し、ホワイト・スピリッツとも総称されるジン、ウォッカ、ホワイト・ラム、テキーラ・ブランコなどを用い、副材料として果汁ジュースの風味を引き出しているのが特徴と言える。加えて、それまではカクテルにとっては脇役でしかなかったリキュールがカクテルのベース（基酒、主材料）として用いられるようになったこと、ミキサーを使ったフローズンスタイルのカクテルの普及も特徴に挙げられる。
1979年にはサントリーが「情熱のスピリッツと野菜のジュースが出逢ったら、太陽の味がした。」のキャッチコピーと共に「トロピカルカクテルキャンペーン」と銘打ったキャンペーンを展開した。サントリーの編纂したキャンペーン用カクテルブックにはマイタイ、マイタイ・パンチ、トロピカル・ハリケーン、フローズン・ダイキリ、キューバ・リブレ、マイアミ、ソルティ・ドッグ、スクリュードライバー、チチ、ブラッディ・マリー、ドライ・キャット、フローズン・ジン・ライム、トロピカル・スリング、マルガリータ、テキーラ・サンライズ、リキュール・アイスクリーム、リキュール・ソーダといったものがある。キャンペーン以前から存在していたカクテルもあれば、キャンペーンのために創作されたカクテルもあり、また遅くとも1990年までには忘れられていったカクテルもある。いずれにせよ、このキャペーンが日本に新しいカクテルのスタイルを定着させた功労者であることは確かである。
1980年には第1回「サントリー・トロピカルカクテル・コンテスト」（コンクール、コンペティションとも）が日本の7箇所で開催された。応募要項には「トロピカル・カクテルは自由なカクテル」とうたわれており、従来のカクテルの概念にとらわれない独創性のあふれる創作を求めている。第1回は10のカクテルがグランプリを受賞することになるのだが、その中には中村健二による「トロピカル・ビューティー'80（Tropical Beauty'80）」がある。トロピカル・ビューティー'80は、ホワイト・ラム、ホワイト・キュラソー、パイナップル・ジュース、レモン・ジュース、カンパリを使用し、パイナップルとライムを飾った華やかな「いかにも」という感のあるトロピカルカクテルであった。